# 熊本市立吉松小学校
熊本市立吉松小学校（くまもとしりつ よしまつしょうがっこう）は、熊本県熊本市北区植木町豊田に所在する公立小学校。

## 沿革
- 1884年（明治17年） - 豊田小学校、今藤小学校、平井小学校、亀甲小学校を合併し、尋常豊田小学校を創立
- 1889年（明治22年） - 吉松尋常小学校と改称
- 1900年（明治33年） - 高等科を設置
- 1941年（昭和16年） - 吉松国民学校と改称
- 1947年（昭和22年） - 吉松村立吉松小学校と改称
- 1955年（昭和30年） - 植木町立吉松小学校に改める。
- 2010年（平成22年） - 熊本市立吉松小学校に改める。

## クラブ活動
- サッカー部
- バスケ部